# Yinchuan
Yinchuan (letterlijk: "zilverstroom") is de hoofdstad van de Chinese autonome regio Ningxia, waar vooral Hui wonen en de historische hoofdstad van het Westelijke Xiarijk van de Tangoeten.
Bij de volkstelling van 2020 had de stad 1.662.968 inwoners.
Yinchuan ligt in het centrale deel van de Ningxiavallei aan de westzijde van de Gele Rivier ten oosten van de berg Helan op een gemiddelde hoogte van 1.100 meter. Het stadsgebied bestaat uit twee delen; de bergregio van het westen en zuiden en de vlakte in het noorden en oosten.
Door Yinchuan loopt de nationale weg G109.

## Economie en toerisme
De belangrijkste economische sectoren bestaan uit de productie van boksdoorn, tarwe, appels en rijst. Het jaarlijkse Bruto Nationaal Product bedroeg in 2003 ¥11.975 (1.450 dollar), waarmee de stad op de 197e plaats stond van 659 Chinese steden.
Tot de stedelijke attracties behoren een zandmeer en het XiXia-mausoleum.  Deze laatste erfgoedsite werd in 2025 erkend als UNESCO werelderfgoed als de Keizerlijke tombes van Xixia. Sinds 2000 wordt in Yinchuan jaarlijks het Yinchuan International Car and Motorcycle Tourism Festival gehouden, meestal in augustus. Jaarlijks komen bijna 3000 motoren naar de stad, waarmee dit het grootste motorfestival van China is.

## Bestuurlijke indeling
Yinchuan is onderverdeeld in 3 stadsdistricten, 1 stad en 2 counties:

## Klimaat

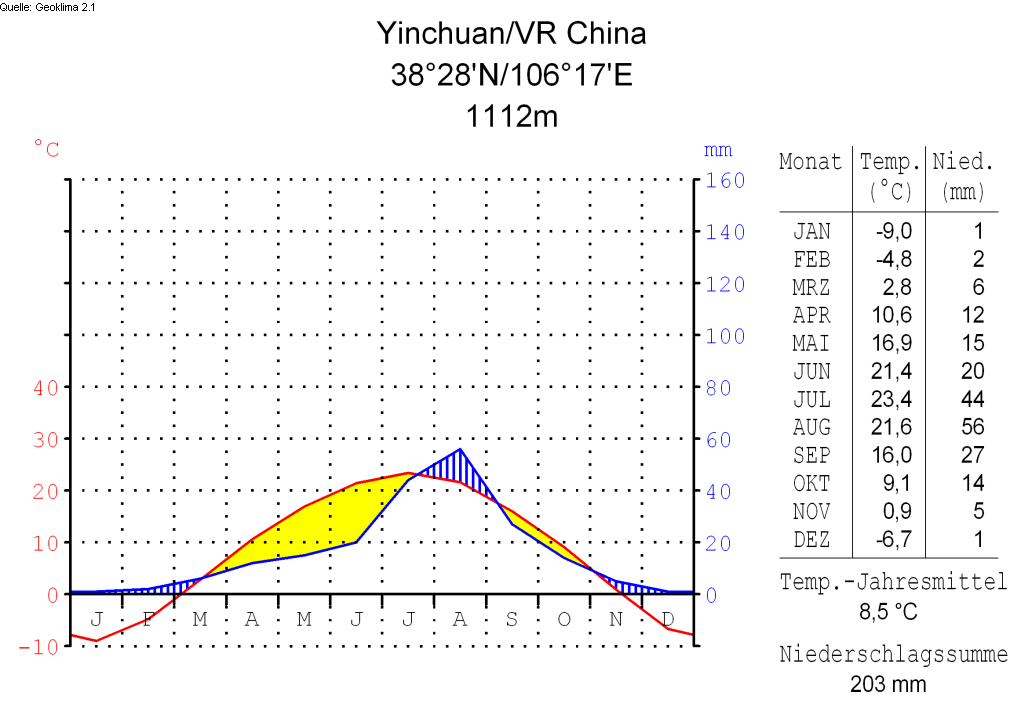
Klimaatdiagram van Yinchuan (Duits)

Yinchuan ligt in een gebied met een landklimaat en heeft een gemiddelde jaarlijkse temperatuur van 8,5 °C. De neerslag bedraagt jaarlijks gemiddeld 200 mm. Yinchuan kent jaarlijks gemiddeld 158 vorstdagen.

## Zusterstad
- Outapi (Namibië)